# Чехословакия на летней Универсиаде 1959
Чехословакия на первой летней Универсиаде в Турине (Италия) заняла 8-е место в общекомандном медальном зачёте, завоевав 12 медалей (2 золотых, 5 серебряных, 5 бронзовых). Чемпионами Универсиады стали мужская волейбольная сборная и пловчиха Людмила Котткова.

## Медалисты

### Золото
| Золото |                                   |                                               |
| №      | Спортсмены                        | Вид спорта (дисциплина)                       |
| 1      | Сборная Чехословакии по волейболу | Волейбол (мужчины)                            |
| 2      | Людмила Котткова                  | Плавание (женщины, 400 метров вольным стилем) |

### Серебро
| Серебро |                      |                                                            |
| №       | Спортсмены           | Вид спорта (дисциплина)                                    |
| 1       | Сборная Чехословакии | Плавание (мужчины, эстафета 4×100 м комплексным плаванием) |
| 2       | Людмила Котткова     | Плавание (женщины, 100 метров вольным стилем)              |
| 3       | Павел Бенда          | Теннис (мужчины, одиночный разряд)                         |
| 4       | Страхова             | Теннис (женщины, одиночный разряд)                         |
| 5       | Хорчикова / Страхова | Теннис (женщины, парный разряд)                            |

### Бронза
| Бронза |                                    |                                               |
| №      | Спортсмены                         | Вид спорта (дисциплина)                       |
| 1      | Сборная Чехословакии по баскетболу | Баскетбол (мужчины)                           |
| 2      | Ярослав Бохати-Павелка             | Лёгкая атлетика (мужчины, бег на 5000 метров) |
| 3      | Милош Войтек                       | Лёгкая атлетика (мужчины, пятиборье)          |
| 4      | Павел Паздирек                     | Плавание (мужчины, 200 метров баттерфляем)    |
| 5      | Шонборн / Страхова                 | Теннис (смешанный разряд)                     |